# Petit nœud de cravate

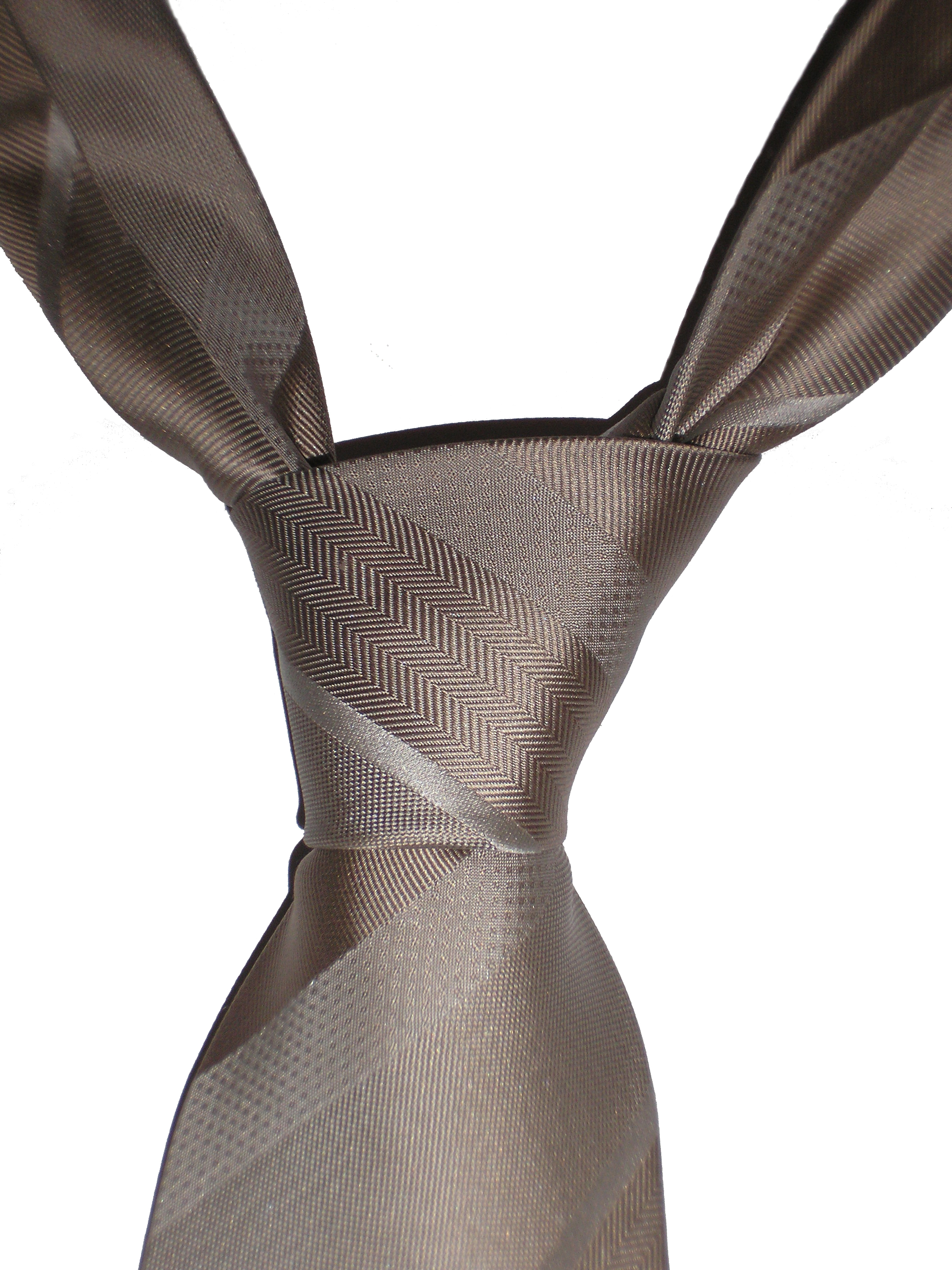
Un petit nœud

Le petit nœud (ou nœud Kent), est un nœud de cravate parmi les plus faciles à réaliser. C'est un nœud étroit bien adapté aux cravates épaisses. Il ressemble beaucoup au nœud oriental qui en est une variante utilisée en Asie.  
Les mouvements à effectuer sont à peu près les mêmes. Pour le petit nœud on fait d'abord subir une torsion au pan avant de commencer les mouvements. Alors que pour réaliser le nœud oriental, on commence avec la cravate retournée (coutures visibles) comme dans le schéma-ci dessous.  
C'est un nœud qui n'est pas auto-libérable. C'est-à-dire qu'il ne peut se défaire aisément contrairement au nœud de cravate simple (en),  au nœud de cravate Windsor ou au nœud Nicky.   
Dans le cas du nœud oriental, il faut veiller à ce que l'extrémité fine (le petit pan) reste dissimulée en la passant dans le passe-pan. Dans le cas contraire, les coutures seront visibles. Le problème ne se pose pas pour le petit nœud, celui ci étant noué à l'endroit grâce à la torsion effectuée au départ.  
Le petit nœud est plus simple encore que le nœud de cravate simple (en) qui nécessite un mouvement supplémentaire.  
En utilisant la notation de The 85 Ways to Tie a Tie, le nœud peut être décrit de la façon suivante : 
- Lo Ri Co T.

## Réalisation
La galerie ci-dessous donne la méthode pour l'exécution du nœud oriental. Les images donnent l'aperçu du porteur de la cravate.
